# 洪廷臣
洪廷臣（1429年—？），字以道，浙江嚴州府淳安縣人，民籍。明朝政治人物。進士出身。

## 生平
成化四年（1468年）戊子科浙江鄉試第五十六名。成化八年（1472年）壬辰科會試第二百四十七名，殿試登進士第二甲第五十二名。十七年九月由刑部员外郎升湖廣按察司佥事。

## 家族
曾祖父洪子忠。祖父洪宗玉。父亲洪士大。